# Ocupación de Estonia por la Alemania nazi

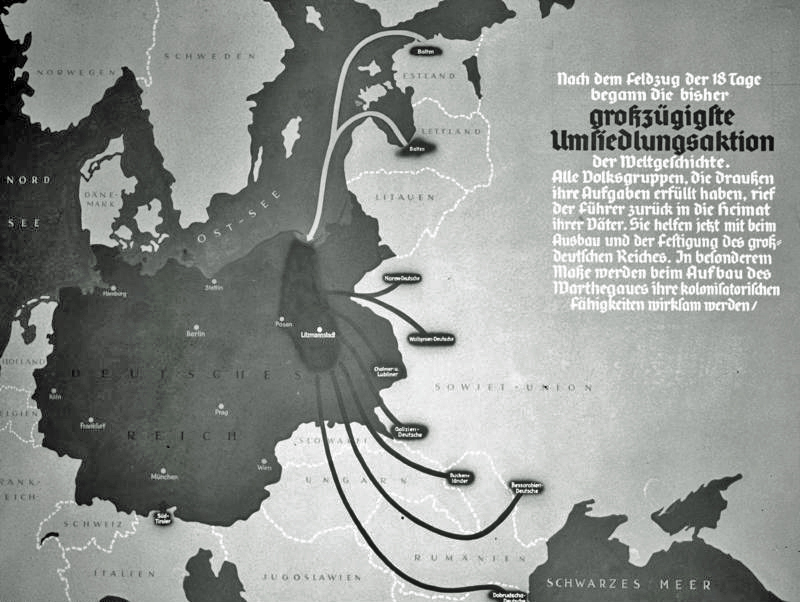
Ofensivas alemanas sobre Europa del Este y el Báltico.

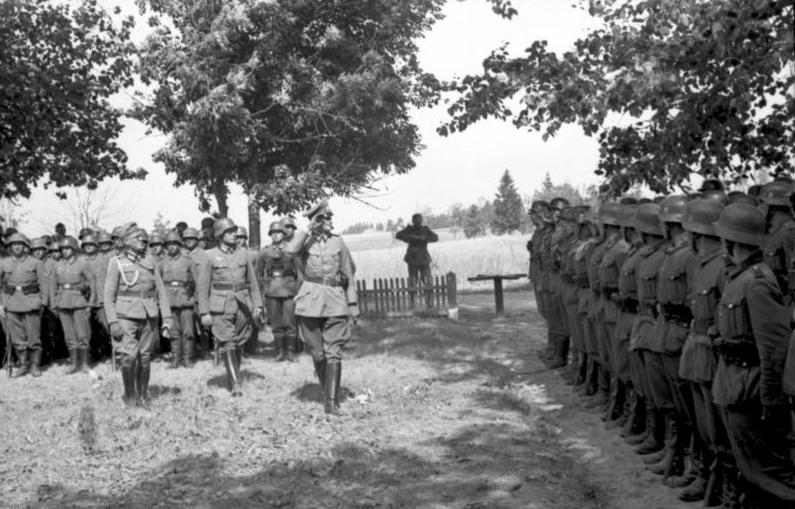
Soldados alemanes en Estonia (agosto de 1941).

Después de que la Alemania Nazi invadiera la Unión Soviética el 22 de junio de 1941, la Wehrmacht ocupó Estonia en julio de 1941.
A pesar de que en un inicio los alemanes fueron percibidos por muchos estonios como liberadores de la URSS y de su represión, y habían puesto sus esperanzas en la pronta recuperación de la independencia del país, se vio pronto que los nazis no eran más que otro poder de ocupación. Los alemanes saquearon el país en base al esfuerzo de la guerra y desataron el Holocausto judío en tierras estonias. Mientras duró la ocupación, Estonia fue incorporada al Reichskommissariat Ostland.

## Ocupación alemana en Estonia 1941-1944
La Alemania nazi invadió la Unión Soviética el 22 de junio de 1941. El 25 de junio, Finlandia se alineó con Alemania y declaró la guerra a la URSS, dando inicio a la Guerra de Continuación. El 3 de julio, Stalin llamó públicamente por la radio a practicar una política de tierra quemada en las áreas que fueran abandonadas. Debido al hecho de que las áreas más al norte de los Estados bálticos fueron las últimas en ser ocupadas por los alemanes, fue aquí donde los batallones de destrucción soviéticos tuvieron un efecto más devastador. Los hermanos del bosque estonios, alrededor de 50.000, infringieron severos daños a los soviéticos que permanecieron, de los que al menos 4.800 fueron muertos y 14.000 fueron capturados.
Los alemanes cruzaron la frontera sur de Estonia entre el 7 y el 9 de julio. El 8.º Ejército Ruso se retiró frente al II Cuerpo del Ejército Alemán tras el río Pärnu - la línea Emajõgi, el 12 de julio. Cuando las tropas alemanas se acercaron a Tartu el 10 de julio y se prepararon para otra batalla contra los soviéticos, se encontraron con que los partisanos estonios ya estaban luchando contra ellos. La Wehrmacht detuvo su avance y se descolgó, dejando a los estonios que batallasen contra los soviéticos. La batalla de Tartu duró dos semanas y destruyó la mayor parte de la ciudad. Bajo el liderazgo de Friedrich Kurg, los partisanos estonios echaron a los soviéticos de Tartu. Mientras, los soviéticos asesinaron a ciudadanos recluidos en la cárcel de Tartu y mataron a 192 de ellos antes de que los estonios tomaran la ciudad.
A finales de julio, los alemanes prosiguieron su avance en Estonia luchando junto a los hermanos del bosque estonios. Tropas alemanas y partisanos estonios ocuparon Narva el 17 de agosto, y la capital estonia, Tallin, el 28 de agosto. En aquel día, la bandera roja fue arriada en Pikk Hermann y sustituida por la bandera de Estonia por Fred Ise. Después de que los soviéticos abandonaran Estonia, las tropas nazis desarmaron a los grupos de partisanos. La bandera estonia fue pronto reemplazada por la bandera de Alemania.
Muchos estonios recibieron a los alemanes con los brazos relativamente abiertos y aguardaron la restauración de la independencia. Estonia estableció administraciones gubernamentales, lideradas por Jüri Uluots, tan pronto como se retiraron los soviéticos y antes de que llegaran los alemanes. Los partisanos estonios que habían expulsado al Ejército Rojo de Tartu hicieron esto posible, pero esto no sirvió de gran cosa, ya que con la llegada de los alemanes el Gobierno Provisional de Estonia fue destituido y el país se convirtió en parte de la provincia alemana del Reichskommissariat Ostland. Fue creada una Sicherheitspolizei para la seguridad interna bajo el mando de Ain-Ervin Mere.
En abril de 1941, en la víspera de la invasión alemana, Alfred Rosenberg, el ministro del Reich para los territorios ocupados del este, un alemán del Báltico, nacido y crecido en Tallin (Estonia), fijó sus planes para el Este. De acuerdo con los planes de Rosenberg, se creó una política para el futuro que incluía:
1. Germanización (Eindeutschung) de los elementos "convenientes racialmente".
2. Colonización por pueblos germánicos.
3. Exilio y deportación de los elementos indeseables.

Rosenberg sentía que los "estonios eran los más germánicos de los pueblos que vivían en el área báltica, habiendo sido germanizados al 50% a través de la influencia danesa, sueca y alemana". Los estonios no convenientes deberían ser desplazados a una región que Rosenberg llamaba "Peipusland" para hacer sitio a los colonos alemanes.
El entusiasmo inicial que acompañó a la liberación de la ocupación soviética, disminuyó rápidamente como resultado de esto, y los alemanes obtuvieron modestos resultados reclutando voluntarios. El reclutamiento fue introducido en 1942, resultando en que unos 3400 hombres volaron a Finlandia para luchar en el Ejército finlandés antes que unirse a los alemanes. El 200.º Regimiento de Infantería Finés estaba formado por voluntarios estonios en Finlandia.
Con la victoria aliada sobre el Eje cada vez más clara en 1944, la única opción para conseguir la independencia para Estonia era evitar una prematura invasión soviética hasta la capitulación de Alemania.

### El "Gobierno Clandestino" nacional de Estonia

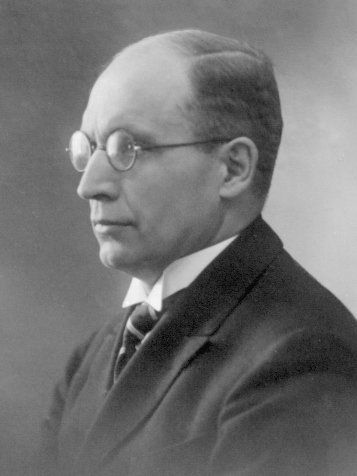
Jüri Uluots.

En junio de 1942 los líderes políticos de Estonia que habían sobrevivido a la represión soviética mantuvieron una reunión, oculta para la potencia de ocupación, donde se debatió la formación de un Gobierno secreto estonio y las opciones para preservar la continuidad de la república.
El 6 de enero de 1943 se celebró una reunión en la delegación extranjera de Estonia en Estocolmo. Para preservar la continuidad legal de la República de Estonia, se decidió que el último primer ministro constitucional, Jüri Uluots, debía continuar para cumplir con sus responsabilidades como primer ministro.
En junio de 1944, la asamblea de electores de la República de Estonia se reunió en secreto en Tallin y mantuvo a Jüri Uluots como primer ministro con responsabilidades de Presidente. El 21 de junio, Jüri Uluots colocó a Otto Tief como diputado primer ministro.
Cuando los alemanes se retiraron en septiembre de 1944, el 18 de septiembre Jüri Uluots formó un gobierno liderado por el diputado primer ministro, Otto Tief. El 20 de septiembre, la bandera alemana de Pikk Hermann fue sustituida por la bandera de Estonia. El 22 de septiembre, el Ejército Rojo tomó Tallin y la bandera estonia fue reemplazada por la bandera de la URSS. El gobierno clandestino estonio voló a Estocolmo, Suecia, y operó en el exilio hasta 1992, cuando Heinrich Mark, el primer ministro de la República de Estonia, por orden del presidente en el exilio, presentó sus credenciales al Presidente de Estonia Lennart Meri. El 23 de febrero de 1989, la bandera de la RSS de Estonia fue izada en Pikk Hermann, siendo sustituida por la actual bandera de Estonia el 24 de febrero de 1989.

### Estonios en unidades militares alemanas entre 1941 y 1944
Debido a la anexión forzosa de Estonia a la URSS en 1940, la República de Estonia dejó de existir de hecho, pero siguió existiendo jurídicamente. Los soviéticos reclutaron estonios dentro del Ejército Rojo contraviniendo la legalidad internacional tras la anexión. Cuando los soviéticos fueron expulsados por el régimen de ocupación de Hitler en verano de 1941, los alemanes continuaron la práctica de coacción a los estonios; aunque algunos se habían unido voluntariamente a las tropas alemanas, la mayoría se dejó llevar por el deseo de combatir a los soviéticos que tanto daño habían infligido en el país entre 1939 y 1941.
Hacia marzo de 1942, los reclutas estonios sirvieron mayoritariamente en el Grupo de Ejércitos del Norte. El 28 de agosto de 1942, las autoridades alemanas anunciaron la formación legal de la llamada "Legión Estonia" dentro de las Waffen SS. El Oberführer Franz Augsberger fue nombrado comandante de la legión. Hacia finales de 1942, alrededor de 1.280 hombres se presentaron como voluntarios en el campo de entrenamiento. El Batallón Narva fue formado con los primeros 800 hombres de la legión que habían finalizado su entrenamiento en Heidelager, siendo enviados en abril de 1943 para unirse a la División Wiking en Ucrania. Sustituyeron al Batallón de Voluntarios Fineses de las Waffen-SS, llamado a Finlandia por razones políticas. En marzo de 1943, se llevó a cabo una movilización parcial en Estonia durante la cual fueron llamados a servir 12.000 hombres. El 5 de mayo de 1943, la 3.ª Brigada de las Waffen-SS (Estonia) -por "estar compuesta de estonios" - fue creada y enviada al frente, cerca de Nevel.

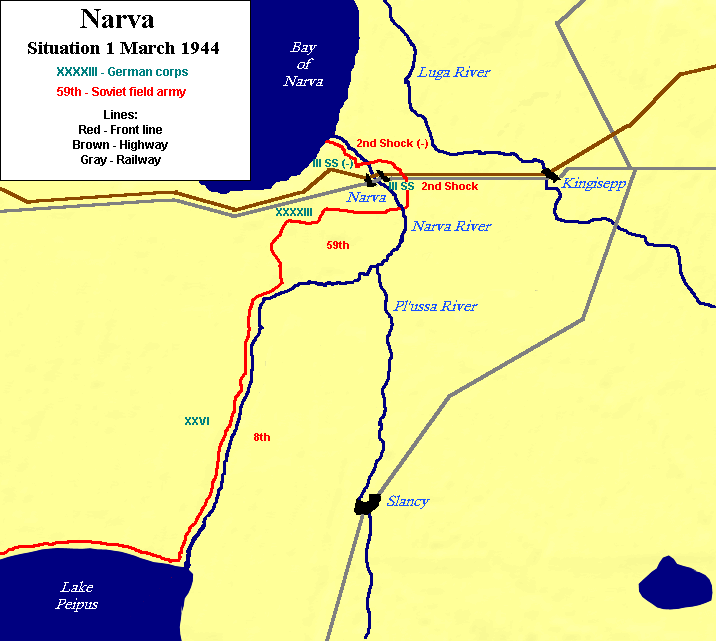
Frente de Narva (1944).

En enero de 1944, el frente había sido empujado por el Ejército Rojo hasta la frontera de Estonia. Jüri Uluots, el anteriormente primer ministro constitucional de la República de Estonia, y líder del gobierno clandestino estonio, envió un mensaje por radio el 7 de febrero en el que pedía a todos los hombres nacidos entre 1904 y 1923 presentarse para el servicio militar (antes de esto, Uluots se había opuesto a la movilización de los estonios). La llamada tuvo apoyos desde todo el país: 38.000 voluntarios acudieron a los centros de registro. Varios cientos de estonios que se habían unido al ejército finés volvieron cruzando el golfo de Finlandia para unirse a la recién formada Fuerza de Defensa Territorial, llamada a defender Estonia contra el avance soviético. En otoño de 1944, la Fuerza contaba la misma cantidad de estonios que en los tiempos de la Guerra de Independencia Estonia, en total unos 100.000 hombres. La formación inicial de la Legión Estonia de voluntarios creada en 1942 fue expandida al largo de su existencia para convertirse en una división entera de las Waffen-SS en 1944, la 20.ª División de Granaderos SS (Estonia n.º 1). Las unidades formadas casi en su totalidad por estonios -normalmente lideradas por oficiales alemanes- entraron en acción defendiendo la línea de Narva a lo largo de 1944. Se esperaba que la entrada de Estonia en la guerra podría atraer el apoyo occidental para la causa de la independencia de Estonia de la URSS y así, en último término, poder restaurar la independencia que le había sido quitada.
El 1 de febrero de 1944, el Ejército Rojo alcanzó la frontera de Estonia como parte de la gran ofensiva que había comenzado el 14 de enero. El Capitán de Campo Walter Model fue nombrado líder del Grupo de Ejércitos del Norte alemán. El ataque soviético dirigido por el General Leonid Góvorov, el comandante del Frente de Leningrado, comenzó el 13 de febrero. 
El 24 de febrero (posteriormente declarado Día Nacional de Estonia) comenzó el ataque de la apodada como "División Estonia" para quebrar la cabeza de puente soviético. Un batallón de estonios guiado por Rudolf Bruus destruyó la cabeza de puente soviética. Otro batallón de estonios dirigido por Ain-Ervin Meri liquidó otra cabeza de puente de Vaasa-Siivertsi-Vepsaküla. El 6 de marzo, la misión fue cumplida. Los dirigentes del Ejército Rojo desplazaron a 9 cuerpos a Narva contra siete divisiones y una brigada. El 1 de marzo, comenzó una nueva ofensiva soviética en la dirección de Auvere, el asalto fue detenido por el 658 Batallón dirigido por Alfons Rebane. El 17 de marzo, los soviéticos atacaron con 20 divisiones contra 3, pero no fueron capaces de quebrar la línea defensiva. El 7 de abril, el mando del Ejército Rojo ordenó dirigirse hacia la defensa. En marzo, los soviéticos organizaron numerosos bombardeos a las villas de Estonia, incluyendo el bombardeo de Tallin el 9 de marzo.
El 24 de julio, los soviéticos comenzaron un nuevo ataque en dirección a Auvere, donde fueron detenidos por el 1.º Batallón (Stubaf Paul Maitla) del 45.º Regimiento (Harald Riipalu) y los fusileros bajo el liderazgo de Hatuf Hando Ruus. Finalmente, se organizó la evacuación de Narva y el frente se fijó en la línea "Tannenberg".

El 1 de agosto, el gobierno finés y el presidente Ryti hubieron de renunciar. Al día siguiente, Aleksander Warma, el embajador de Estonia en Finlandia (1939-1940(1944)) anunció que el Comité Nacional de la República de Estonia había enviado un telegrama, en el que indicaba a los estonios que volvieran la casa. Al día siguiente, el gobierno finés recibió una carta de los estonios, firmada en nombre de "todas las organizaciones nacionales de Estonia" por Aleksander Warma, Karl Talpak y muchos otros. En la carta, se pedía al gobierno finés que enviara a los voluntarios estonios de vuelta a Estonia totalmente equipados. Se anunció entonces que el JR 200 sería desmantelado y que los voluntarios eran libres de volver a casa. Se llegó la un acuerdo con los alemanes, y se les prometió a los estonios retornados una amnistía. Tan pronto como llegaron, el regimiento fue enviado a efectuar una contraataque contra el 3.º Frente Báltico soviético, que había protagonizado un avance en el frente de Tartu, y que amenazaba la capital, Tallin.
Cuando falló el intento de abrirse camino a través de la línea Tannenberg, la principal fuerza se desplazó hacia el sur del lago Peipus, donde el 11 de agosto fueron tomadas Petseri y Võru el 13 de agosto. Cerca de Tartu, el Ejército Rojo fue detenido por los grupos militares enviados desde Narva bajo el mando de Alfons Rebane y Paul Vent, y por la 5.ª SS Volunteer Sturmbrigade Wallonien liderada por Léon Degrelle.
El 19 de agosto de 1944, Jüri Uluots llamó por la radio a frenar al Ejército Rojo hasta la firma de un tratado de paz.
Cuando Finlandia dejó la guerra el 4 de septiembre de 1944 llegando a un acuerdo de paz con los soviéticos, la defensa de las tierras continentales se volvió imposible y el mando del Ejército Alemán decidió evacuarse de Estonia. La resistencia contra los soviéticos continuó en las islas de Estonia hasta el 23 de noviembre de 1944, cuando Sõrve fue evacuada. Según datos soviéticos, la conquista del territorio de Estonia se les cobró 126.000 víctimas; según los datos alemanes fueron 170.000. En el lado alemán, los datos propios muestran 30.000 muertos, lo que está seguramente muy rebajado; una estimación más realista daría unos 45.000 muertos.